# Jeremy Abbott
Jeremy Abbott (Aspen, Colorado, 5 de junio de 1985) es un patinador artístico sobre hielo estadounidense. Ha sido campeón de Estados Unidos en cuatro ocasiones y medallista en el Campeonato de los Cuatro Continentes en 2007 y 2011.